# Ehrhardt Post
Alfred M. Ehrhardt Post (* 23. September 1881 in Cottbus; † 1. August 1947 in Berlin) war ein deutscher Schachmeister und -funktionär.

## Schachkarriere
Post, von Beruf Amtsanwalt, erzielte seinen ersten großen Turniererfolg 1907 in Berlin, als er den 2. Platz hinter Richard Teichmann belegte, sich aber vor Rudolf Spielmann, Paul Saladin Leonhardt, Dawid Przepiórka und anderen platzierte. 1910 gewann er durch einen Wettkampfsieg (+6 =3 −3) gegen den bisherigen Titelhalter Wilhelm Cohn die Meisterschaft von Berlin. 1921 siegte er beim 21. Kongress des Deutschen Schachbundes, was gleichbedeutend mit der Deutschen Meisterschaft war, vor Friedrich Sämisch, Willi Schlage und anderen. Diesen Erfolg konnte er ein Jahr später in Bad Oeynhausen wiederholen, Platz 2 belegte Carl Carls. 1923 beim Kongress in Frankfurt am Main teilte er sich mit Heinrich Wagner den 2. Platz hinter Ernst Grünfeld.

## Tätigkeit als Schachfunktionär
Bereits seit 1911 war Post Präsident der Berliner Schachgesellschaft. Als Funktionär trat er besonders durch seine deutschnationale Einstellung hervor. So wandte er sich beim Kongress des Deutschen Schachbundes 1914 in Mannheim gegen die Gründung einer internationalen Schachorganisation und unterstützte einen Antrag, die Zahl ausländischer Spieler bei den Meisterturnieren zu beschränken. Beim Kongress 1920 in Berlin unterlag er bei der Wahl zum Vorsitzenden des DSB deutlich gegen Walter Robinow. Von seinem Amt als 2. Vorsitzender trat Post Ende 1922 nach weiteren Querelen zurück. Als der DSB 1933 zwangsweise im Großdeutschen Schachbund (GSB) aufging, wurde Post Stellvertreter des GSB-Bundesleiters Otto Zander und war an der Gleichschaltung von Schachorganisationen und der Ausgrenzung jüdischer Mitglieder beteiligt. 1939 wurde er unter Bundesleiter Franz Moraller zum Geschäftsführer ernannt und konnte in dieser Funktion die Tätigkeit des GSB in den folgenden Jahren mit fast unbeschränkter Machtfülle lenken, obwohl er formal und protokollarisch stets zweiter Mann in der Verbandshierarchie blieb. 
1934 empfahl er in den Deutschen Schachblättern, in Vertretung des GSB-Bundesleiters, den Schachvereinen die Verwendung der offenbar von ihm selbst entworfenen Bundesform anstelle der bisher üblichen Schachfiguren: „Bundesform in Schachspielen. Nach meinen Angaben und Entwürfen ist eine neue Form von Schachfiguren hergestellt worden, die die bisherigen Spiele in Aussehen, Haltbarkeit und Billigkeit weit übertrifft. Den Schachvereinen wird empfohlen, die neue Bundesform … allmählich anstelle der früheren Figuren einzuführen.“
Sein Tod 1947 wurde in der Schachpresse nur kurz erwähnt.

## Studienkomponist
Zwischen 1934 und 1939 veröffentlichte Post einige Schachstudien, die meisten davon in den Deutschen Schachblättern. Allerdings hatten sie den Charakter praktischer Schachendspiele.